# Jabolka in hruške
Izraz »jabolka in hruške« se  nanaša na idiom »primerjati« (ali) »mešati jabolka in hruške«, ki se uporablja, kadar želimo pokazati, da sta dve zadevi popolnoma neprimerljivi. Podoben izraz se uporablja tudi v drugih jezikih: danščini, nizozemščini, nemščini, španščini, švedščini, češčini, romunščini in turščini. V angleščini se uporablja izraz »apples and oranges«, v španščini v Južni Ameriki pa »comparar papas y boniatos« ali »comparar peras con manzanas«. Tako jablane (Malus domestica) kot hruške (Pyrus communis) sicer spadajo v družino rožnic.